# Swæfheard
Swæfheard est un roi du Kent de la fin du VIIe siècle.

## Biographie
Fils de Sæbbi, roi des Saxons de l'Est, Swæfheard monte sur le trône du Kent après l'abdication de Cædwalla du Wessex, en 688. Son règne est contemporain de celui d'Oswine, avec qui il semble avoir partagé le royaume : l'est pour Oswine, autour de Cantorbéry, et l'ouest pour Swæfheard, autour de Rochester. Il apparaît comme témoin sur deux des chartes d'Oswine.
Oswine est renversé par Wihtred, décrit par Bède le Vénérable comme le souverain « légitime » du royaume, en 690 ou 691. Swæfheard se maintient plus longtemps sur le trône : Bède rapporte qu'il règne encore aux côtés de Wihtred au moment de l'élection de l'archevêque Berhtwald, en 692. Wihtred apparaît comme seul roi de Kent en 694, date la plus tardive pour la fin du règne de Swæfheard,.